# Svetovno prvenstvo v hokeju na ledu 2011 - Divizija II
Divizija II Svetovnega prvenstva v hokeju na ledu 2011 se je odvila od 4. do 10. aprila (skupina A) oziroma od 10. do 17. aprila 2011 (skupina B). Na obeh turnirjih skupaj je sodelovalo 12 reprezentanc, v vsaki po 6.
Skupino A je gostila Avstralija, tekme so igrali v dvorani Melbourne Ice House v Melbournu, Avstralija. Organizacijo skupine B je prevzela Hrvaška, ki je svoje tekme postavila v dvorano Dom sportova, Zagreb, Hrvaška.
Pred pričetkom turnirja je sodelovanje odpovedala Severna Koreja, uradno iz finančnih razlogov. Vse njihove tekme so tako obveljale za zmage nasprotnikov s 5–0.

## Sodelujoče države

### Skupina A
| Reprezentanca  | Rezultat iz leta 2010                                                                   |
| -------------- | --------------------------------------------------------------------------------------- |
| Srbija         | Udeležbo so si zagotovili s šestim mestom in izpadom v skupini A v Diviziji I 2010.     |
| Avstralija     | Gostiteljica; udeležbo so si zagotovili z drugim mestom v skupini A v Diviziji II 2010. |
| Belgija        | Udeležbo so si zagotovili s tretjim mestom v skupini A v Diviziji II 2010.              |
| Nova Zelandija | Udeležbo so si zagotovili s četrtim mestom v skupini B v Diviziji II 2010.              |
| Mehika         | Udeležbo so si zagotovili s petim mestom v skupini A v Diviziji II 2010.                |
| Severna Koreja | Udeležbo so si zagotovili z drugim mestom v skupini B v Diviziji III 2010.              |

### Skupina B
| Reprezentanca | Rezultat iz leta 2010                                                                             |
| ------------- | ------------------------------------------------------------------------------------------------- |
| Hrvaška       | Gostiteljica; udeležbo so si zagotovili s šestim mestom in izpadom v skupini B v Diviziji I 2010. |
| Romunija      | Udeležbo so si zagotovili z drugim mestom v skupini B v Diviziji II 2010.                         |
| Islandija     | Udeležbo so si zagotovili s tretjim mestom v skupini B v Diviziji II 2010.                        |
| Bolgarija     | Udeležbo so si zagotovili s četrtim mestom v skupini A v Diviziji II 2010.                        |
| Kitajska      | Udeležbo so si zagotovili s petim mestom v skupini B v Diviziji II 2010.                          |
| Irska         | Udeležbo so si zagotovili s prvim mestom v skupini A v Diviziji III 2010.                         |

## Skupina A

### Končna lestvica
|   | Reprezentanca  | OT | Z | ZPP | PPP | P | GF | GA | GR  | TOČ |
| - | -------------- | -- | - | --- | --- | - | -- | -- | --- | --- |
| 1 | Avstralija     | 5  | 5 | 0   | 0   | 0 | 27 | 6  | +21 | 15  |
| 2 | Nova Zelandija | 5  | 3 | 0   | 0   | 2 | 19 | 8  | +11 | 9   |
| 3 | Srbija         | 5  | 3 | 0   | 0   | 2 | 22 | 11 | +11 | 9   |
| 4 | Belgija        | 5  | 3 | 0   | 0   | 2 | 19 | 14 | +5  | 9   |
| 5 | Mehika         | 5  | 1 | 0   | 0   | 4 | 8  | 31 | –23 | 3   |
| 6 | Severna Koreja | 5  | 0 | 0   | 0   | 5 | 0  | 25 | –25 | 0   |

Avstralija napreduje v Divizijo I za 2012.
Severna Koreja je izpadla v Divizijo III za 2012.

### Rezultati
| Reprezentanca  | Avstralija | Belgija | Mehika | Nova Zelandija | Severna Koreja | Srbija |
| -------------- | ---------- | ------- | ------ | -------------- | -------------- | ------ |
| Avstralija     |            | 5–3     | 11–1   | 2–0            | (–)            | 4–2    |
| Belgija        | 3–5        |         | 8–2    | 0–5            | (–)            | 3–2    |
| Mehika         | 1–11       | 2–8     |        | 0–5            | (–)            | 0–7    |
| Nova Zelandija | 0–2        | 5–0     | 5–0    |                | (–)            | 4–6    |
| Severna Koreja | (–)        | (–)     | (–)    | (–)            |                | (–)    |
| Srbija         | 2–4        | 2–3     | 7–0    | 6–4            | (–)            |        |

### Tekme
| 4. april | Belgija | 3 – 2 | Srbija | Melbourne Ice House, Melbourne |

| Poročilo tekme | Poročilo tekme                                                               | Poročilo tekme  | Poročilo tekme                                                                                     | Poročilo tekme                      |
| -------------- | ---------------------------------------------------------------------------- | --------------- | -------------------------------------------------------------------------------------------------- | ----------------------------------- |
| Začetek: 13:00 | P. Camelbeeck (J. Paulus) – 16:04 K. Van Looy – 22:23 V. Morgan (PP) – 30:15 | (1–1, 2–0, 0–1) | 17:37 – M. Milovanović (N. Bibić, N. Vučurević) (PP) 51:27 – M. Prokić (B. Gabrić, G. Ristić) (PP) | Gledalci: 134 Sodnik: Lehel Gergely |

| 4. april | Severna Koreja | 0 – 5 (odpoved) | Nova Zelandija | Melbourne Ice House, Melbourne |

| Poročilo tekme | Poročilo tekme | Poročilo tekme | Poročilo tekme | Poročilo tekme |
| -------------- | -------------- | -------------- | -------------- | -------------- |
| Začetek: 16:30 |                |                |                |                |

| 4. april | Avstralija | 11 – 1 | Mehika | Melbourne Ice House, Melbourne |

| Poročilo tekme | Poročilo tekme | Poročilo tekme  | Poročilo tekme                                    | Poročilo tekme                      |
| -------------- | --- | --------------- | ------------------------------------------------- | ----------------------------------- |
| Začetek: 20:00 | T. Manco (A. White, L. Webster) (PP) – 02:20 S. Stephenson (T. Powell, L. Thilthorpe) – 31:22 J. Hughes (N. Walker, T. Manco) – 32:33 J. Hughes (D. Huxley, B. Thilthorpe) (PP) – 35:46 N. Walker (G. Oddy, M. Ezzy) – 36:33 J. Hughes (G. Oddy) (PP) – 40:52 N. Walker (G. Oddy) (PP2) – 46:48 L. Webster (J. Hughes) (PP) – 48:18 J. Hughes (PS) – 55:20 L. Webster (J. Hughes) (SH2) – 55:31 J. Gavin (T. Powell) – 59:47 | (1–0, 4–0, 6–1) | 47:00 – A. Gutiérrez (A. Rosette, S. Ortega) (SH) | Gledalci: 1.200 Sodnik: Peter Gebei |

| 5. april | Srbija | 6 – 4 | Nova Zelandija | Melbourne Ice House, Melbourne |

| Poročilo tekme | Poročilo tekme | Poročilo tekme  | Poročilo tekme | Poročilo tekme                       |
| -------------- | --- | --------------- | --- | ------------------------------------ |
| Začetek: 15:45 | M. Sretović (M. Milovanović) – 00:22 N. Vučurević (M. Milovanović) – 05:04 M. Sretović (N. Vučurević) – 07:06 B. Jankovic (B. Gabrić) – 18:40 M. Prokic (N. Bibič, S. Ilić) – 41:18 B. Gabrić (N. Bibič, B. Mamić) (PP) – 52:17 | (4–1, 0–0, 2–3) | 11:32 – C. Eaden (D. Nicholls, M. Oak) (PP) 47:22 – C. Down (B. Speirs) (PP) 56:29 – C. Eaden (P. Heyd) 58:20 – C. Eaden | Gledalci: 358 Sodnik: Vedran Krcelic |

| 5. april | Mehika | 5 – 0 (odpoved) | Severna Koreja | Melbourne Ice House, Melbourne |

| Poročilo tekme | Poročilo tekme | Poročilo tekme | Poročilo tekme | Poročilo tekme |
| -------------- | -------------- | -------------- | -------------- | -------------- |
| Začetek: 19:15 |                |                |                |                |

| 6. april | Avstralija | 5 – 3 | Belgija | Melbourne Ice House, Melbourne |

| Poročilo tekme | Poročilo tekme | Poročilo tekme  | Poročilo tekme                                                                                                 | Poročilo tekme                         |
| -------------- | --- | --------------- | --- | -------------------------------------- |
| Začetek: 20:00 | L. Webster (G. Oddy, J. Hughes) (PP) – 24:34 N. Walker (V. Stransky) – 25:15 G. Oddy (V. Stransky) – 35:58 J. Hughes (C. Sekura) – 40:43 D. Upton (ENG) – 59:49 | (0–0, 3–1, 2–2) | 27:07 – V. Looy (L. Maas, M. Morgan) 41:52 – B. Kolodziejczyk 48:13 – B. Vercammen (B. Kolodziejczyk, L. Maas) | Gledalci: 1.320 Sodnik: Jari Leppäalho |

| 7. april | Srbija | 7 – 0 | Mehika | Melbourne Ice House, Melbourne |

| Poročilo tekme | Poročilo tekme | Poročilo tekme  | Poročilo tekme | Poročilo tekme                       |
| -------------- | --- | --------------- | -------------- | ------------------------------------ |
| Začetek: 13:00 | M. Sretović (N. Vučurević, B. Mamić) (PP) – 02:19 M. Sretović (M. Milovanović, N. Vučurević) – 22:55 I. Prokic (M-A. Fournier, N. Bibić) (PP) – 24:17 M-A. Fournier (F. Perowne, N. Bibić) – 27:01 B. Mamić (M. Sretović) – 29:44 I. Prokic (F. Perowne, M-A. Fournier) – 42:05 F. Perowne (I. Prokic, B. Mamić) – 51:58 | (1–0, 4–0, 2–0) |                | Gledalci: 103 Sodnik: Jari Leppäalho |

| 7. april | Belgija | 0 – 5 | Nova Zelandija | Melbourne Ice House, Melbourne |

| Poročilo tekme | Poročilo tekme | Poročilo tekme  | Poročilo tekme | Poročilo tekme                    |
| -------------- | -------------- | --------------- | --- | --------------------------------- |
| Začetek: 16:30 |                | (0–2, 0–3, 0–0) | 04:14 – P. Heyd (M. Oak, J. Challis) (PP) 08:51 – C. Eaden (B. Speirs) 25:47 – B. Lee (I. Wannamaker, B. Speirs) (PP) 32:08 – J. Challis (D. Nicholls) (PP) 36:41 – C. Huber (L. Idoine, J. Hay) | Gledalci: 256 Sodnik: Peter Gebei |

| 7. april | Avstralija | 5 – 0 (odpoved) | Severna Koreja | Melbourne Ice House, Melbourne |

| Poročilo tekme | Poročilo tekme | Poročilo tekme | Poročilo tekme | Poročilo tekme |
| -------------- | -------------- | -------------- | -------------- | -------------- |
| Začetek: 20:00 |                |                |                |                |

| 8. april | Severna Koreja | 0 – 5 (odpoved) | Srbija | Melbourne Ice House, Melbourne |

| Poročilo tekme | Poročilo tekme | Poročilo tekme | Poročilo tekme | Poročilo tekme |
| -------------- | -------------- | -------------- | -------------- | -------------- |
| Začetek: 20:00 |                |                |                |                |

| 9. april | Mehika | 2 – 8 | Belgija | Melbourne Ice House, Melbourne |

| Poročilo tekme | Poročilo tekme                                                                          | Poročilo tekme  | Poročilo tekme | Poročilo tekme                       |
| -------------- | --------------------------------------------------------------------------------------- | --------------- | --- | ------------------------------------ |
| Začetek: 16:30 | A. Valenzuela (A. Barberena, C. Smithers) – 17:47 A. Gutierrez (J. Ehlers) (PP) – 55:39 | (1–1, 0–3, 1–4) | 17:20 – K. Van Looy (V. Morgan, M. Morgan) 22:54 – K. Van Looy (B. Kolodziejczyk) (PP) 24:59 – M. Morgan (B. Torremans) 26:28 – B. Kolodziejczyk 41:17 – J. Raekelboom (B. Vercammen) 41:36 – B. Kolodziejczyk (D. Leirs) 50:07 – M. Morgan (V. Morgan) 51:32 – D. Leirs (B. Kolodziejczyk) | Gledalci: 280 Sodnik: Vedran Krcelic |

| 9. april | Nova Zelandija | 0 – 2 | Avstralija | Melbourne Ice House, Melbourne |

| Poročilo tekme | Poročilo tekme | Poročilo tekme  | Poročilo tekme                                                                                     | Poročilo tekme                        |
| -------------- | -------------- | --------------- | -------------------------------------------------------------------------------------------------- | ------------------------------------- |
| Začetek: 20:00 |                | (0–0, 0–2, 0–0) | 27:17 – N. Walker (V. Stransky, L. Thilthorpe) 36:09 – J. Hughes (M. Rummukainen, L. Webster) (PP) | Gledalci: 1.500 Sodnik: Lehel Gergely |

| 10. april | Belgija | 5 – 0 (odpoved) | Severna Koreja | Melbourne Ice House, Melbourne |

| Poročilo tekme | Poročilo tekme | Poročilo tekme | Poročilo tekme | Poročilo tekme |
| -------------- | -------------- | -------------- | -------------- | -------------- |
| Začetek: 12:10 |                |                |                |                |

| 10. april | Nova Zelandija | 5 – 0 | Mehika | Melbourne Ice House, Melbourne |

| Poročilo tekme | Poročilo tekme | Poročilo tekme  | Poročilo tekme | Poročilo tekme                    |
| -------------- | --- | --------------- | -------------- | --------------------------------- |
| Začetek: 15:45 | C. Eaden (M. Oak}, P. Heyd) (PP) – 17:32 I. Wannamaker (B. Lee}, B. Speirs) – 22:34 B. Speirs (B. Lee) – 30:47 A. Cox (J. Hay) – 56:38 P. Heyd (C. Eaden) – 58:51 | (1–0, 2–0, 2–0) |                | Gledalci: 531 Sodnik: Peter Gebei |

| 10. april | Srbija | 2 – 4 | Avstralija | Melbourne Ice House, Melbourne |

| Poročilo tekme | Poročilo tekme                                                              | Poročilo tekme  | Poročilo tekme | Poročilo tekme                         |
| -------------- | --------------------------------------------------------------------------- | --------------- | --- | -------------------------------------- |
| Začetek: 19:15 | N. Raković (B. Mamić) (PP) – 07:48 M. Kovačević (N. Vučurević) (SH) – 41:07 | (1–2, 0–1, 1–1) | 07:57 – G. Oddy (V. Stransky) 11:57 – D. Upton 26:43 – J. Hughes (T. Powell, L. Webster) 58:33 – L. Webster (N. Walker, J. Hughes) | Gledalci: 1.550 Sodnik: Jari Leppäalho |

### Nagrade
Najboljši igralci po izboru direktorata:
- Najboljši vratar:  Zak Nothling
- Najboljši branilec:  Joseph Hughes
- Najboljši napadalec:  Nikola Bibić

Najboljši igralci vsake od reprezentanc po izboru selektorjev:
- Nathan Walker
- Corey Down
- Marko Sretović
- Kristof Van Looy
- Fernando Ugarte

### Vodilni strelci
| Igralec             | OT | G | P | TOČ | +/- | KM |
| ------------------- | -- | - | - | --- | --- | -- |
| Joseph Hughes       | 4  | 7 | 4 | 11  | +4  | 4  |
| Lliam Webster       | 4  | 4 | 3 | 7   | +4  | 2  |
| Chris Eaden         | 4  | 5 | 1 | 6   | +1  | 2  |
| Nathan Walker       | 4  | 4 | 2 | 6   | +7  | 4  |
| Bryan Kolodziejczyk | 4  | 3 | 3 | 6   | +2  | 14 |
| Greg Oddy           | 4  | 2 | 4 | 6   | +5  | 2  |
| Nemanja Vučurević   | 4  | 1 | 5 | 6   | +5  | 0  |
| Marko Sretović      | 4  | 4 | 1 | 5   | +2  | 2  |
| Paris Heyd          | 4  | 2 | 3 | 5   | +1  | 4  |
| Branko Mamić        | 4  | 1 | 4 | 5   | +4  | 10 |
| Brett Speirs        | 4  | 1 | 4 | 5   | +2  | 8  |
| Nikola Bibić        | 4  | 0 | 5 | 5   | 0   | 4  |

### Vodilni vratarji
V preglednici je navedenih najboljših pet vratarjev, ki so za svoje reprezentance na ledu prebili vsaj 40 % igralnega časa.
| Igralec           | MIN    | SOG | GA | GAA  | %      | SO |
| ----------------- | ------ | --- | -- | ---- | ------ | -- |
| Rick Parry        | 120:00 | 48  | 0  | 0.00 | 100,00 | 2  |
| Matthew Ezzy      | 240:00 | 116 | 6  | 1.50 | 95,08  | 1  |
| Zak Nothling      | 119:21 | 88  | 8  | 4.02 | 91,67  | 0  |
| Bjorn Steijlen    | 159:51 | 103 | 11 | 4.13 | 90,35  | 0  |
| Arsenije Ranković | 152:53 | 56  | 8  | 3.14 | 87,50  | 0  |

Za obrazložitev tabele glej sem.

## Skupina B

### Končna lestvica
|   | Reprezentanca | OT | Z | ZPP | PPP | P | GF | GA | GR  | TOČ |
| - | ------------- | -- | - | --- | --- | - | -- | -- | --- | --- |
| 1 | Romunija      | 5  | 5 | 0   | 0   | 0 | 47 | 8  | +39 | 15  |
| 2 | Hrvaška       | 5  | 4 | 0   | 0   | 1 | 53 | 10 | +43 | 12  |
| 3 | Islandija     | 5  | 3 | 0   | 0   | 2 | 24 | 18 | +6  | 9   |
| 4 | Kitajska      | 5  | 2 | 0   | 0   | 3 | 26 | 25 | +1  | 6   |
| 5 | Bolgarija     | 5  | 1 | 0   | 0   | 4 | 17 | 42 | –25 | 3   |
| 6 | Irska         | 5  | 0 | 0   | 0   | 5 | 4  | 68 | –64 | 0   |

Romunija napreduje v Divizijo I za 2012.
Irska je izpadla v Divizijo III za 2012.

### Rezultati
| Reprezentanca | Bolgarija | Hrvaška | Irska | Islandija | Kitajska | Romunija |
| ------------- | --------- | ------- | ----- | --------- | -------- | -------- |
| Bolgarija     |           | 2–17    | 6–0   | 2–3       | 6–12     | 1–10     |
| Hrvaška       | 17–2      |         | 21–4  | 9–0       | 5–2      | 1–2      |
| Irska         | 0–6       | 4–21    |       | 0–14      | 0–5      | 0–22     |
| Islandija     | 3–2       | 0–9     | 14–0  |           | 5–3      | 2–4      |
| Kitajska      | 12–6      | 2–5     | 5–0   | 3–5       |          | 4–9      |
| Romunija      | 10–1      | 2–1     | 22–0  | 4–2       | 9–4      |          |

### Tekme
| 10. april | Romunija | 9 – 4 | Kitajska | Dom Sportova, Zagreb |

| Poročilo tekme | Poročilo tekme | Poročilo tekme  | Poročilo tekme                                                                                    | Poročilo tekme                         |
| -------------- | --- | --------------- | ------------------------------------------------------------------------------------------------- | -------------------------------------- |
| Začetek: 13:00 | E. Mihály (T. Basilidesz, I. Nagy) (SH) – 04:37 T. Becze (M. Petres, E. Moldován) – 07:41 Z. Antal – 08:23 O. Bíró (R. Gliga, E. Moldován) – 13:08 C. Virág (I. Nagy) – 19:04 Z. Molnár (C. Virág, Z. Antal) – 29:20 A. Góga (O. Bíró, Z. Antal) (SH) – 45:49 O. Bíró (E. Moldován, M. Petres) – 54:45 S. Papp (I. Nagy, Z. Antal) (PP) – 55:21 | (5–1, 1–2, 3–1) | 18:54 – Cui Z. 25:36 – Zhang W. (Qu Y.) (SH) 29:46 – Zhang W. (Li J., Wang D.) 50:12 – Fu N. (PP) | Gledalci: 100 Sodnik: Tommy Soestumoen |

| 10. april | Irska | 0 – 6 | Bolgarija | Dom Sportova, Zagreb |

| Poročilo tekme | Poročilo tekme | Poročilo tekme  | Poročilo tekme | Poročilo tekme                      |
| -------------- | -------------- | --------------- | --- | ----------------------------------- |
| Začetek: 16:30 |                | (0–2, 0–4, 0–0) | 05:55 – M. Bojadžijev (C. Cvetanov, M. Giurov) (PP) 14:12 – S. Muhačev (R. Morgunov) 23:17 – M. Milanov (M. Bojadžijev, S. Muhačev) (SH) 23:43 – M. Milanov (R. Asenov, S. Muhačev) (SH) 28:27 – A. Jotov (M. Bojadžijev, C. Cvetanov) 33:45 – A. Jotov (C. Cvetanov, M. Giurov) | Gledalci: 120 Sodnik: Daniel Gamper |

| 10. april | Islandija | 0 – 9 | Hrvaška | Dom Sportova, Zagreb |

| Poročilo tekme | Poročilo tekme | Poročilo tekme  | Poročilo tekme | Poročilo tekme                         |
| -------------- | -------------- | --------------- | --- | -------------------------------------- |
| Začetek: 20:15 |                | (0–3, 0–3, 0–3) | 11:31 – D. Kanaet (M. Blagus, M. Brumerčik) (PP) 15:38 – M. Lovrenčić (M. Ljubić, M. Brumerčik) (PP) 19:15 – V. Žibret (K. Svigir) (PP) 21:02 – B. Rendulić (M. Blagus, D. Kanaet) 22:54 – M. Lovrenčić (M. Tadić) (PP) 36:20 – J. Kučera (M. Lovrenčić, M. Tadić) (PP) 46:46 – M. Lovrenčić 49:59 – M. Blagus (B. Rendulić, M. Brumerčik) (PP) 59:56 – M. Blagus (M. Tadić) | Gledalci: 3.000 Sodnik: Robert Mullner |

| 11. april | Kitajska | 5 – 0 | Irska | Dom Sportova, Zagreb |

| Poročilo tekme | Poročilo tekme | Poročilo tekme  | Poročilo tekme | Poročilo tekme                           |
| -------------- | --- | --------------- | -------------- | ---------------------------------------- |
| Začetek: 13:00 | Zhang H. – 25:19 Li J. (Zhang W., Qu Y.) (PP) – 31:30 Zhang W. (Dong Z.) (PP) – 43:42 Zhang H. (Qu Y.) (PP) – 45:16 Zhang W. (Wang D.) (PP) – 58:38 | (0–0, 2–0, 3–0) |                | Gledalci: 80 Sodnik: Marczuk Wlodzimierz |

| 11. april | Romunija | 4 – 2 | Islandija | Dom Sportova, Zagreb |

| Poročilo tekme | Poročilo tekme | Poročilo tekme  | Poročilo tekme                                                                                            | Poročilo tekme                     |
| -------------- | --- | --------------- | --- | ---------------------------------- |
| Začetek: 16:30 | Z. Molnár (C. Virág) (SH) – 27:42 S. Papp (C. Virág, A. Zsombor) (PP) – 33:19 O. Bíró (M. Petres, J. Adorján) (PP) – 45:02 E. Moldován (M. Petres, O. Bíró) (ENG) – 59:18 | (0–1, 2–1, 2–0) | 03:08 – R. Hedström (E. Thormodsson, E. Alengaard) 20:37 – E. Alengaard (S. Hrafnsson, R. Hedström) (PP2) | Gledalci: 85 Sodnik: Daniel Gamper |

| 11. april | Hrvaška | 17 – 2 | Bolgarija | Dom Sportova, Zagreb |

| Poročilo tekme | Poročilo tekme | Poročilo tekme  | Poročilo tekme                                      | Poročilo tekme                           |
| -------------- | --- | --------------- | --------------------------------------------------- | ---------------------------------------- |
| Začetek: 20:15 | B. Rendulić (D. Kanaet, M. Blagus) – 01:12 T. Grozaj (M. Smerdelj, N. Senzel) – 08:29 T. Čunko (M. Brumerčik, M. Ljubić) (PP) – 14:29 T. Čunko (M. Lovrenčić) – 18:58 M. Lovrenčić (T. Čunko, I. Šijan) (PP2) – 20:48 D. Plahutar (N. Senzel, K. Svigir) (PP) – 22:41 M. Ljubić (M. Lovrenčić, J. Kučera) – 23:49 B. Rendulić (M. Sertić, D. Kanaet) – 24:16 M. Blagus (D. Kanaet, N. Senzel) – 24:42 M. Blagus (B. Rendulić, D. Kanaet) (PP) – 28:49 M. Lovrenčić (M. Ljubić) – 31:15 M. Lovrenčić (T. Čunko) (PP) – 35:11 M. Brumerčik (T. Grozaj, M. Sertić) (PP) – 39:03 D. Plahutar (N. Senzel, V. Žibret) – 49:06 N. Senzel (M. Lovrenčić, M. Brumerčik) – 56:22 D. Kanaet (B. Rendulić, M. Ljubić) – 57:30 B. Rendulić (D. Kanaet) – 58:35 | (4–0, 9–1, 4–1) | 23:04 – S. Georgijev 59:40 – A. Jotov (V. Vasiljev) | Gledalci: 1.000 Sodnik: Tommy Soestumoen |

| 13. april | Islandija | 3 – 2 | Bolgarija | Dom Sportova, Zagreb |

| Poročilo tekme | Poročilo tekme | Poročilo tekme  | Poročilo tekme                                                                                 | Poročilo tekme                        |
| -------------- | --- | --------------- | ---------------------------------------------------------------------------------------------- | ------------------------------------- |
| Začetek: 13:00 | O. Björnsson (U. Andresson, P. Maack) – 26:57 E. Thormodsson (B. Arnason, E. Alengaard) (PP) – 35:26 E. Thormodsson (E. Alengaard, B. Arnason) – 38:55 | (0–0, 3–0, 0–2) | 46:49 – A. Jotov (C. Cvetanov, M. Giurov) 48:47 – S. Muhačev (M. Bojadžijev, V. Vasiljev) (PP) | Gledalci: 60 Sodnik: Tommy Soestumoen |

| 13. april | Romunija | 22 – 0 | Irska | Dom Sportova, Zagreb |

| Poročilo tekme | Poročilo tekme | Poročilo tekme  | Poročilo tekme | Poročilo tekme                      |
| -------------- | --- | --------------- | -------------- | ----------------------------------- |
| Začetek: 16:30 | O. Bíró (Z. Pál) – 00:24 R. Gliga (S. Papp, E. Moldovan) – 03:11 J. Adorján (Z. Antal, C. Virág) – 05:46 (PP) Y. Pysarenko (T. Becze) – 12:16 S. Papp (I. Nagy) – 12:30 C. Virág (Z. Molnár, Z. Antal) – 16:27 E. Kósa (Y. Pysarenko, Z. Pál) – 20:22 (PP) L. Péter (Z. Bálint, Y. Pysarenko) – 24:25 I. Nagy (R. Gliga, L. Péter) – 30:48 S. Papp (R. Gliga, L. Péter) – 31:32 E. Kósa (C. Virág, Z. Antal) – 34:03 T. Becze (I. Nagy, T. Basilidesz) – 34:40 T. Becze (S. Papp) – 35:25 Z. Bálint (R. Gliga) – 36:22 Z. Bálint (I. Nagy, L. Péter) – 41:44 Z. Molnár (Z. Antal, A. Góga) – 42:47 T. Becze (L. Péter, A. Góga) – 46:09 A. Góga (E. Moldovan) (SH) – 48:40 I. Nagy (A. Góga, J. Adorján) (PP) – 54:18 T. Becze (T. Basilidesz, E. Mihály) – 56:13 R. Gliga (Y. Pysarenko, E. Kósa) – 57:40 E. Moldovan (O. Bíró, A. Góga) – 58:04 | (6–0, 8–0, 8–0) |                | Gledalci: 80 Sodnik: Robert Mullner |

| 13. april | Hrvaška | 5 – 2 | Kitajska | Dom Sportova, Zagreb |

| Poročilo tekme | Poročilo tekme | Poročilo tekme  | Poročilo tekme                                    | Poročilo tekme                              |
| -------------- | --- | --------------- | ------------------------------------------------- | ------------------------------------------- |
| Začetek: 20:15 | B. Rendulić (D. Kanaet, M. Blagus) – 09:08 (PP) M. Sertić (N. Senzel) – 22:57 B. Rendulić (D. Kanaet) – 32:56 K. Švigir (J. Kučera) – 39:16 D. Kanaet (M. Lovrenčić) – 59:31 (SH, ENG) | (1–1, 3–0, 1–1) | 19:32 – Liu Y. (PP) 40:40 – Zhang W. (Qu Y.) (PP) | Gledalci: 1.200 Sodnik: Marczuk Wlodzimierz |

| 15. april | Bolgarija | 1 – 10 | Romunija | Dom Sportova, Zagreb |

| Poročilo tekme | Poročilo tekme                      | Poročilo tekme  | Poročilo tekme | Poročilo tekme                      |
| -------------- | ----------------------------------- | --------------- | --- | ----------------------------------- |
| Začetek: 13:00 | S. Muhačev (R. Asenov) (PP) – 37:41 | (0–3, 1–5, 0–2) | 03:32 – E. Mihály (T. Becze, T. Basilidesz) 05:10 – Z. Antal (PS) 12:09 – T. Becze (T. Basilidesz, S. Papp) 23:47 – Z. Pál (Z. Antal, Z. Molnár) 27:37 – E. Moldován (R. Gliga, Y. Pysarenko) 29:04 – S. Papp (Z. Antal, I. Nagy) (PP) 32:56 – I. Nagy (L. Péter) (PP) 37:12 – E. Mihály (S. Papp, I. Nagy) (SH) 57:02 – Y. Pysarenko (T. Becze) 59:21 – Z. Antal (S. Papp, Z. Pál) | Gledalci: 40 Sodnik: Robert Mullner |

| 15. april | Kitajska | 3 – 5 | Islandija | Dom Sportova, Zagreb |

| Poročilo tekme | Poročilo tekme                                                                           | Poročilo tekme  | Poročilo tekme | Poročilo tekme                            |
| -------------- | ---------------------------------------------------------------------------------------- | --------------- | --- | ----------------------------------------- |
| Začetek: 16:30 | Zhang W. (Wang D.) – 16:36 Zhang W. (Qu Y., Li J.) (PP) – 29:09 Lang B. (Cui Z.) – 40:49 | (1–1, 1–3, 1–1) | 13:32 – U. Andresson (S. Sigurdsson) 25:37 – E. Thormodsson (PP) (E. Alengaard, B. Thordarson) 35:20 – A. Mikaelsson (PP) (J. Gislason, B. Thordarson) 38:09 – E. Thormodsson (E. Alengaard) (PP) 53:13 – J. Gislason (R. Hedström) | Gledalci: 100 Sodnik: Marczuk Wlodzimierz |

| 15. april | Irska | 4 – 21 | Hrvaška | Dom Sportova, Zagreb |

| Poročilo tekme | Poročilo tekme | Poročilo tekme  | Poročilo tekme | Poročilo tekme                      |
| -------------- | --- | --------------- | --- | ----------------------------------- |
| Začetek: 20:15 | D. Morrison (S. Dooley, G. Roberts) (PP) – 14:56 G. Roberts (D. Morrison, S. Dooley) (SH) – 42:58 S. Dooley (S. Hamill, M. Morrison) (PP) – 50:47 M. Morrison (J. McCrainor, G. Roberts) – 56:02 | (1–7, 0–6, 3–8) | 02:56 – T. Čunko (M. Smerdelj, M. Čunko) (PP) 03:42 – M. Novak (M. Tadić, M. Lovrenčić) 06:06 – S. Belić (T. Grozaj, V. Žibret) 07:02 – M. Lovrenčić (M. Novak, J. Kučera) 07:17 – M. Brumerčik (M. Lovrenčić, M. Novak) 17:45 – V. Žibret (T. Grozaj, K. Švigir) 19:56 – D. Kanaet (B. Rendulić, N. Senzel) (PP) 27:05 – D. Kanaet (M. Blagus, B. Rendulić) 30:56 – M. Lovrenčić (M. Novak, J. Kučera) (PP) 32:12 – M. Ljubić (M. Blagus, B. Rendulić) 33:33 – V. Žibret (K. Svigir, M. Sertić) 35:41 – M. Smerdelj (I. Šijan, T. Čunko) (PP) 37:44 – D. Kanaet (M. Ljubić, B. Rendulić) (PP) 40:14 – M. Novak (J. Kučera, M. Lovrenčić) 40:14 – T. Čunko (M. Čunko, N. Senzel) (PP) 47:37 – K. Svigir (M. Brumerčik, M. Ljubić) (SH) 49:33 – T. Grozaj (M. Čunko, M. Lovrenčić) 51:02 – V. Žibret (T. Grozaj, K. Svigir) 54:31 – B. Rendulić (S. Belić, M. Lovrenčić) (PP) 58:48 – K. Svigir (B. Rendulić, M. Sertić) 59:07 – D. Kanaet (K. Svigir, S. Belić) | Gledalci: 850 Sodnik: Daniel Gamper |

| 16. april | Bolgarija | 6 – 12 | Kitajska | Dom Sportova, Zagreb |

| Poročilo tekme | Poročilo tekme | Poročilo tekme  | Poročilo tekme | Poročilo tekme                     |
| -------------- | --- | --------------- | --- | ---------------------------------- |
| Začetek: 13:00 | M. Bojadžijev (R. Asenov, M. Giurov) (PP2) – 28:55 S. Muhačev (M. Milanov, L. Giumov) – 30:52 S. Muhachev (M. Boyadjiev, R. Asenov) – 39:00 S. Muhachev (M. Bojadžijev, R. Asenov) – 39:22 M. Giurov (M. Bojadžijev, R. Asenov) – 55:02 L. Giumov (M. Bojadžijev, S. Muhačev) – 59:40 | (0–2, 4–5, 2–5) | 07:31 – Liu Y. (Liu W., Hu T.) 11:55 – Cui Z. (Lang B., Zhang H.) 22:35 – Liu W. (Liu Y., Hu T.) 33:34 – Fu N. (Zhang H., Lang B.) 34:22 – Liu Y. (Liu W., Meng Q.) 37:01 – Liu Y. (Liu L.) 37:12 – Meng Q. (Liu Y., Liu W.) 42:14 – Fu N. (Liu W., Liu L.) 45:37 – Liu W. (Liu Y., Meng Q.) 48:20 – Cui Z. (Lang B., Meng Q.) (PP) 53:26 – Fu N. (Lang B., Cui Z.) 59:19 – Zhang W. (Wang D., Fu T.) | Gledalci: 70 Sodnik: Daniel Gamper |

| 16. april | Islandija | 14 – 0 | Irska | Dom Sportova, Zagreb |

| Poročilo tekme | Poročilo tekme | Poročilo tekme  | Poročilo tekme | Poročilo tekme                         |
| -------------- | --- | --------------- | -------------- | -------------------------------------- |
| Začetek: 16:30 | E. Alengaard (E. Thormodsson) – 00:12 B. Arnason (E. Thormodsson, R. Hedström) (PP) – 01:07 A. Mikaelsson (B. Thordarson, J. Gíslason) (PP) – 03:30 E. Thormodsson (E. Alengaard, B. Jakobsson) – 13:50 M. Sigurdarson (S. Hrafnsson) (SH) – 15:12 O. Björnsson (B. Thordarson, B. Arnason) – 18:06 A. Mikaelsson (J. Gíslason, R. Pålsson) – 22:03 E. Thormodsson (E. Alengaard, I. Jönsson) – 23:24 G. Thormodsson (E. Thormodsson, B. Arnason) (PP) – 26:07 A. Mikaelsson (J. Gíslason) (PP) – 35:29 I. Elíasson (A. Mikaelsson, J. Gíslason) (PP) – 39:35 G. Thormodsson (E. Alengaard, U. Andresson) (PP) – 52:05 S. Sigurdsson (S. Hrafnsson, M. Sigurdarson) – 54:57 D. Adel (O. Björnsson, R. Hedström) (PP) – 58:11 | (6–0, 5–0, 3–0) |                | Gledalci: 100 Sodnik: Tommy Soestumoen |

| 16. april | Hrvaška | 1 – 2 | Romunija | Dom Sportova, Zagreb |

| Poročilo tekme | Poročilo tekme                            | Poročilo tekme  | Poročilo tekme                                                         | Poročilo tekme                         |
| -------------- | ----------------------------------------- | --------------- | ---------------------------------------------------------------------- | -------------------------------------- |
| Začetek: 20:15 | B. Rendulić (M. Tadić, D. Kanaet) – 05:46 | (1–0, 0–1, 0–1) | 25:17 – Z. Antal (Z. Molnár) (PP) 44:49 – M. Petres (E. Moldovan) (PP) | Gledalci: 3.000 Sodnik: Robert Mullner |

### Nagrade
Najboljši igralci po izboru direktorata: 
- Najboljši vratar:  Mate Tomljenović
- Najboljši branilec:  Szabolcs Papp
- Najboljši napadalec:  Marko Lovrenčić

Najboljši igralci vsake od reprezentanc po izboru selektorjev:
- Szabolcs Papp
- Borna Rendulić
- Egill Thormodsson
- Zhang Weiyang
- Konstantin Mihajlov
- Mark Morrison

### Vodilni strelci
| Igralec           | OT | G | P  | TOČ | +/- | KM |
| ----------------- | -- | - | -- | --- | --- | -- |
| Marko Lovrenčić   | 5  | 8 | 10 | 18  | +12 | 2  |
| Borna Rendulić    | 5  | 8 | 9  | 17  | +10 | 6  |
| Dominik Kanaet    | 5  | 7 | 9  | 16  | +12 | 2  |
| Zsombor Antal     | 5  | 4 | 10 | 14  | +8  | 4  |
| István Nagy       | 5  | 3 | 8  | 11  | +13 | 3  |
| Egill Thormodsson | 5  | 6 | 4  | 10  | +4  | 0  |
| Szabolcs Papp     | 5  | 5 | 5  | 10  | +14 | 0  |
| Mislav Blagus     | 5  | 4 | 6  | 10  | +11 | 0  |
| Emil Alengaard    | 5  | 2 | 8  | 10  | +3  | 2  |
| Zhang Weiyang     | 5  | 8 | 1  | 9   | −3  | 4  |

### Vodilni vratarji
V preglednici je navedenih najboljših pet vratarjev, ki so za svoje reprezentance na ledu prebili vsaj 40 % igralnega časa.
| Igralec                | MIN    | SOG | GA | GAA  | %     | SO |
| ---------------------- | ------ | --- | -- | ---- | ----- | -- |
| Mate Tomljenović       | 208:04 | 68  | 5  | 1.44 | 92,65 | 1  |
| Adrian Catrinoi Cornea | 243:44 | 86  | 7  | 1.72 | 91,86 | 0  |
| Dennis Hedstrom        | 239:09 | 140 | 14 | 3.51 | 90,00 | 0  |
| Xie Ming               | 183:42 | 93  | 12 | 3.92 | 87,10 | 1  |
| Konstantin Mihajlov    | 279:30 | 242 | 35 | 7.51 | 85,54 | 0  |

Za obrazložitev tabele glej sem.